# 1761 Edmondson
1761 Edmondson è un asteroide della fascia principale. Scoperto nel 1952, presenta un'orbita caratterizzata da un semiasse maggiore pari a 3,1645353 UA e da un'eccentricità di 0,2392642, inclinata di 2,46645° rispetto all'eclittica.
L'asteroide è dedicato all'astronomo statunitense Frank Edmondson (1912-2008), presidente del Dipartimento di Astronomia dell'Università dell'Indiana.